# Calasparra
Calasparra es un municipio español de la Región de Murcia, situado en la comarca del Noroeste. Cuenta con una población de 10 286 habitantes (INE 2024). Calasparra es conocida por su arroz (en especial la variedad bomba), que cuenta con denominación de origen.

## Geografía
El término municipal de Calasparra se encuentra enclavado en la comarca murciana del Noroeste, en su zona más baja en lo que altitud se refiere, por lo que hacia él acuden los cursos de agua de la zona montañosa de la comarca en su camino hacia el río Segura, que atraviesa el municipio.
Está delimitado por la sierra del Puerto al norte (que hace de límite con el término albaceteño de Hellín), el río Alhárabe y el río Segura por el oeste (que hacen de límite con Moratalla), Cehegín por el sur (desde donde llega el río Argos, que atraviesa el municipio y bordea el núcleo de Calasparra), y Cieza por el este, además de una pequeña porción del término de Mula con el que limita en el sureste.
La población de Calasparra se encuentra aproximadamente en el centro de su término, en las estribaciones de la sierra del Molino, contando a sus pies con la amplia vega arrocera que le da fama, atravesada por el Segura. En sus proximidades se produce la unión de este último con el Argos. En la parte oriental del municipio, transcurre el último tramo del río Quípar, donde destaca el embalse de Alfonso XIII que represa sus aguas.
El río Segura hace entrada en el término calasparreño en su parte más noroccidental, justo cuando el río Mundo se une al Segura, cambiando bruscamente su dirección NO-SE por NE-SO -tramo que sirve de límite con el amplio término de Moratalla-.
Poco antes de su unión con el río Alhárabe, en las proximidades del Santuario de la Esperanza, el Segura cambia de nuevo su dirección, tomando una más O-E, pasando a discurrir en su integridad dentro del municipio, formando su conocida vega situada en la parte central del mismo. En la zona más oriental del término, limitando con Cieza, se localiza el paraje denominado Cañón de Almadenes, donde el Segura atraviesa la mencionada sierra del Molino, lugar donde se le une el Quípar.

## Naturaleza
- Cañón de Almadenes, en el río Segura
- Paraje de Cañaverosa, en el río Segura
- Cueva del Puerto, en la sierra del Puerto.
- Cueva de los Monigotes, a la orilla del Segura, con pinturas rupestres declaradas Patrimonio de la Humanidad como parte del Arte rupestre del arco mediterráneo de la península ibérica.
- Sierra del Molino
- Sierra San Miguel
- Cerro Negro

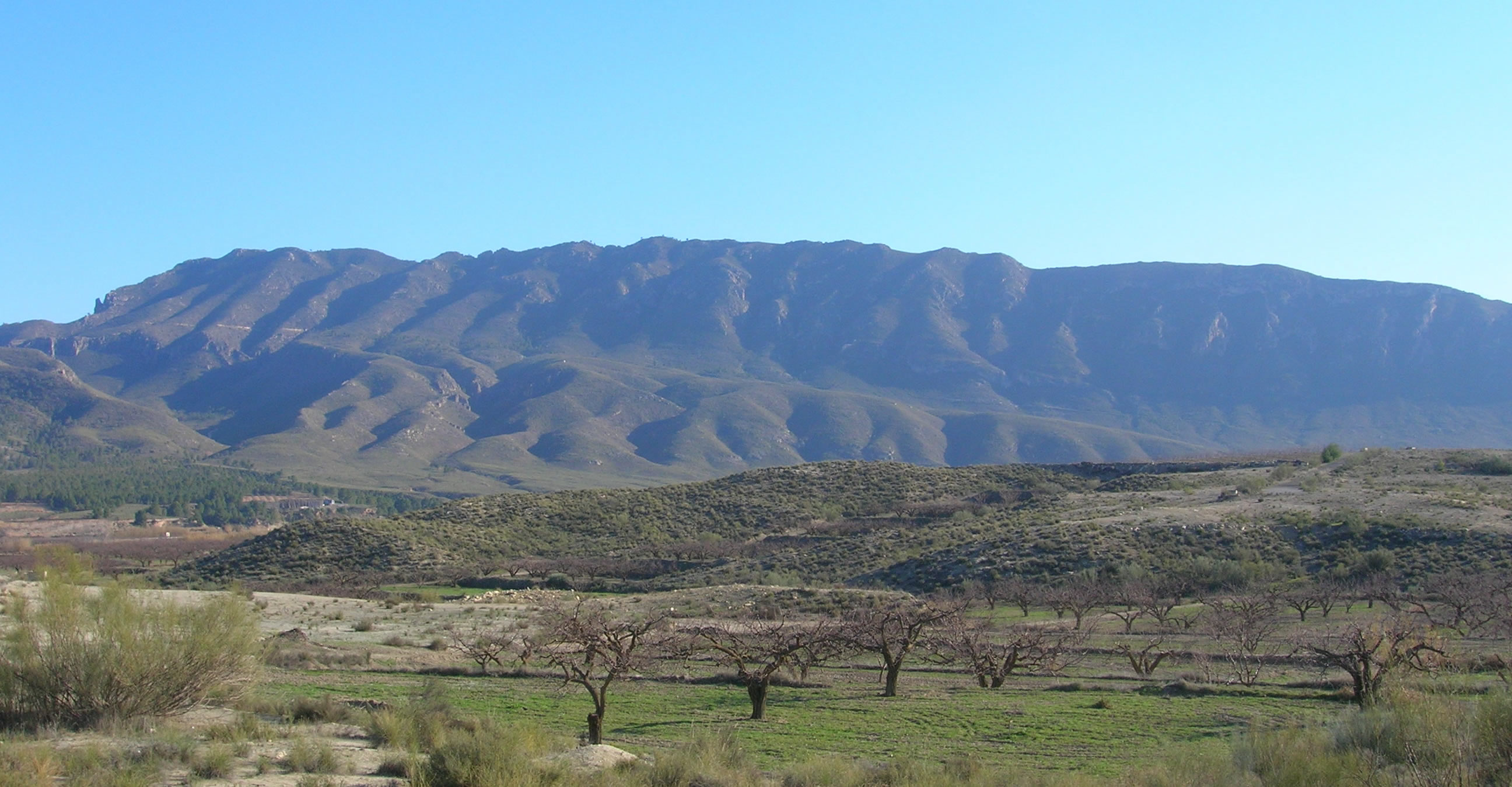
Sierra del Molino desde la carretera de la Venta del Olivo (cara N)
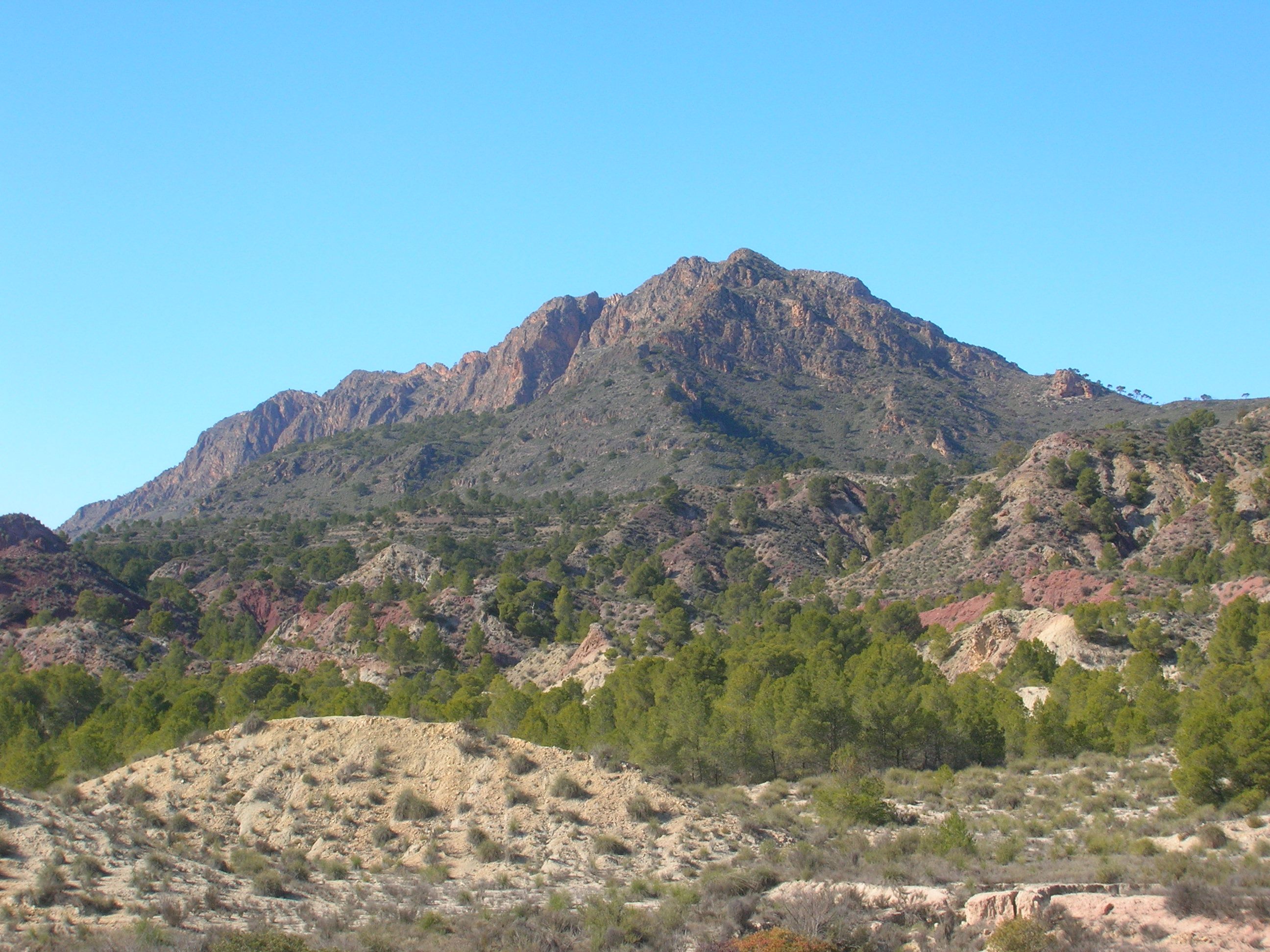
Sierra del Molino desde el embalse de Alfonso XIII (cara SE)
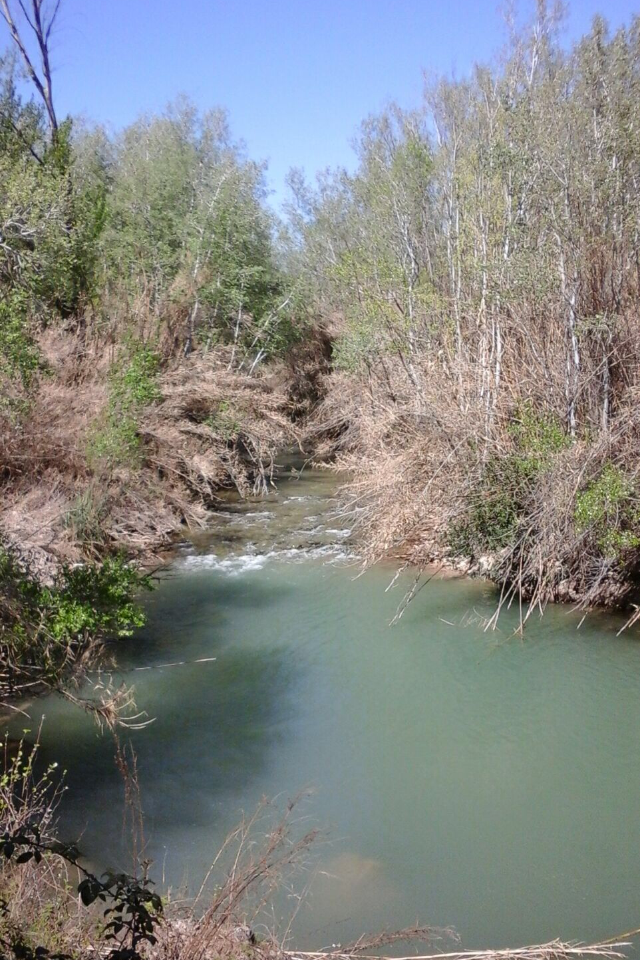
Bosque galería del paraje de Cañaverosa
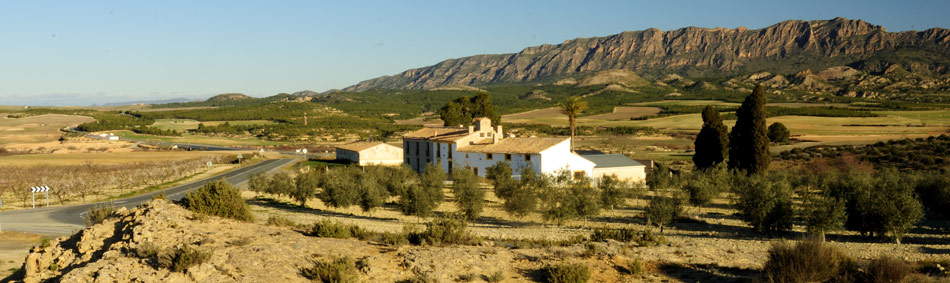
Campos de Gilico

## Demografía
Cuenta con una población de 10 286 habitantes (INE 2024).
| Gráfica de evolución demográfica de Calasparra entre 1842 y 2021                                                    |
| |
| Población de derecho según los censos de población del INE Población de hecho según los censos de población del INE |

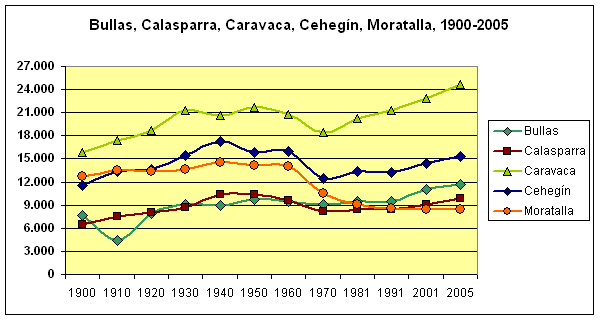
Evolución demográfica en el contexto de los municipios de la comarca. Calasparra, en granate, sigue una línea paralela sobre todo a la de Bullas.

La evolución demográfica de Calasparra reproduce la variante menos extrema de los pueblos de la zona (la de Hellín frente a Letur, Socovos, Férez o Moratalla), porque el declive posterior a 1950 ha sido relativamente poco pronunciado (un -20 por 100 en los primeros veinte años) y se ha estabilizado antes que en varios municipios vecinos. Actualmente la población crece, por efecto, principalmente, de la inmigración magrebí, hispanoamericana y británica (esta última, unida en el futuro a varios grandes proyectos residenciales); en concreto y de forma regular, unos 200 habitantes por año desde 2001. Según el censo INE 2006, la población ascendía a 9969 habitantes, de los que un 10,06 % era de nacionalidad extranjera.

## Comunicaciones

### Por carretera
Las principales vías de comunicación son las carreteras RM-B32 desde Valentín, RM-510, RM-552 desde Mula y RM-714 desde Caravaca y Jumilla.

### Autobús

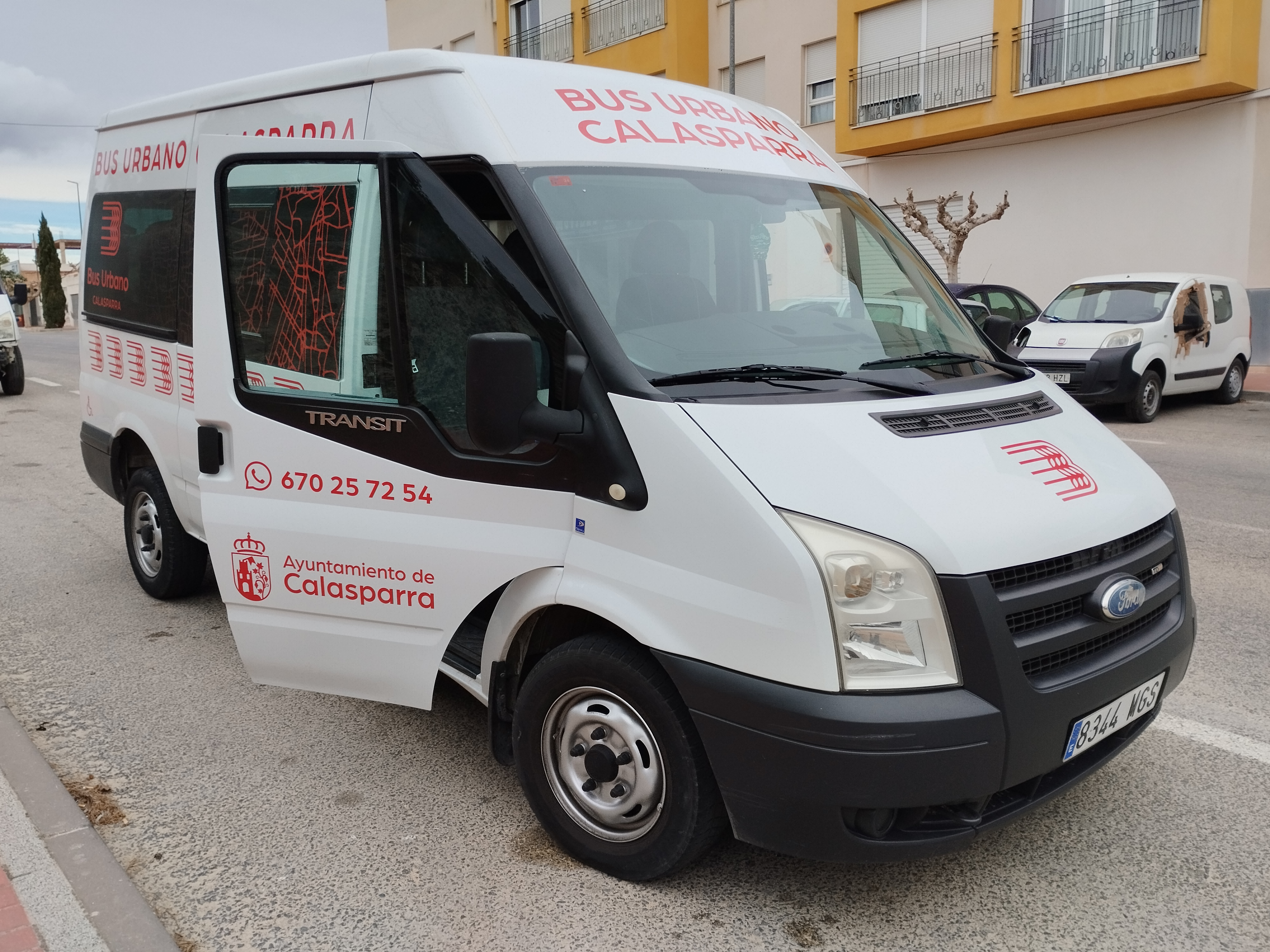
Bus Urbano Calasparra

Prestan servicio las siguientes líneas de autobús interurbano:
| Línea     | Recorrido                               | Operador |
| --------- | --------------------------------------- | -------- |
| MUR-025-2 | Caravaca de la Cruz - Calasparra        | Interbus |
| MUR-085-2 | Moratalla - Calasparra - Cieza - Murcia | Interbus |

También presta servicio la siguiente línea de autobús de largo recorrido:
| Línea   | Recorrido                                         | Operador |
| ------- | ------------------------------------------------- | -------- |
| VAC-150 | Sevilla y Málaga a Montgat y Manresa con hijuelas | ALSA     |

Además, desde el 19 de mayo de 2023, se encuentra en servicio una ruta de bus urbano que une el núcleo principal con las pedanías y urbanizaciones del municipio.

### Tren
Calasparra era el único municipio de la comarca del Noroeste murciano que disponía de ferrocarril, al atravesar su término la línea Chinchilla-Cartagena, con la estación de Calasparra. Sin embargo, la entrada en funcionamiento de la variante de Camarillas entre Cieza y Hellín en 2019 ha hecho que el tramo que transcurre por el municipio y la estación queden sin servicio.

## El arroz

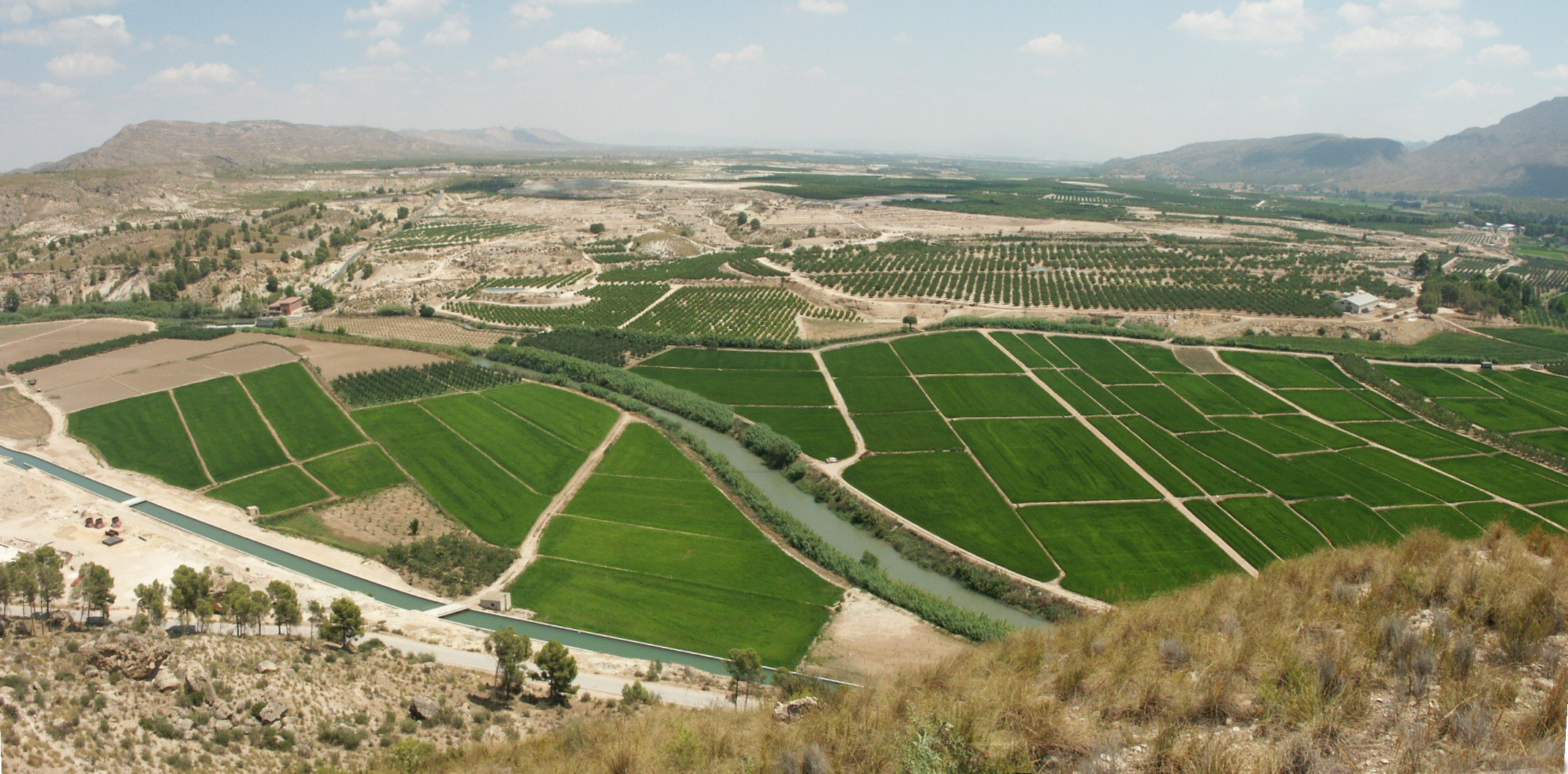
Vista de los arrozales de Calasparra atravesados por el río Segura.

El arroz es el producto por excelencia de Calasparra y, junto con el del delta del Ebro y el de Valencia, son los tres únicos arroces españoles con denominación de origen. La D. O. Calasparra se reconoció en 1986, aunque el cultivo del arroz en la zona se remonta hasta el siglo XVIII.
Esta variedad de arroz requiere una mayor cantidad de agua y un mayor tiempo de cocción, con lo que el grano se hincha más y se le impregnan más los otros sabores. Se recolecta entre octubre y noviembre. La zona de la denominación de origen "arroz de Calasparra" comprende los municipios de Calasparra, Moratalla y Hellín (Albacete).

## Administración y política
La alcaldesa es Teresa García Sánchez (PSRM-PSOE), investida el 17 de junio de 2023, tras obtener nueve concejales y, así, una nueva mayoría absoluta en las Elecciones municipales del 28M de 2023. Llegó al Equipo de gobierno en 2015, de la mano de José Vélez y asumió la alcaldía el 26 de febrero de 2020, cuando éste fue nombrado Delegado del Gobierno de España en la Región de Murcia.
| Partido | Partido                                  | 2023    | 2023       | 2019    | 2019       |
| Partido | Partido                                  | % Votos | Concejales | % Votos | Concejales |
| ------- | ---------------------------------------- | ------- | ---------- | ------- | ---------- |
|         | Partido Socialista Obrero Español (PSOE) | 50,58 % | 9          | 56,48 % | 11         |
|         | Partido Popular (PP)                     | 34,2 %  | 6          | 25,3 %  | 4          |
|         | Vox                                      | 8,07 %  | 1          | - %     | -          |
|         | Calasparra Viva (CAVV)                   | 6,33 %  | 1          | 9,05 %  | 1          |

Histórico de alcaldes del municipio:
| Alcalde                     | Inicio del mandato | Fin del mandato | Partido | Partido  |
| Francisco Javier Pérez Mayo | 1979               | 1987            |         | PSP-PSOE |
| Antonio Sánchez Moreno      | 1987               | 1995            |         | PSOE     |
| Juan Fernández Montoya      | 1995               | 1999            |         | PSOE     |
| Jesús Navarro Jiménez       | 1999               | 2014            |         | PSOE     |
| José Vélez Fernández        | 2014               | 2020            |         | PSOE     |
| Teresa García Sánchez       | 2020               | Actualidad      |         | PSOE     |

## Patrimonio histórico y arquitectónico
- Castillo de San Juan (s. XIII-XVII).

El castillo de Calasparra figuraría explícitamente en la Carta de Donación de Sancho IV a la Orden de San Juan de Jerusalén en 1289, y la Carta Puebla de 1412, por lo que se supone preexistente a la ocupación cristiana. Se trataría de un Hisn, término que designaría un fuerte con doble muralla que podía albergar una pequeña población en caso de necesidad.

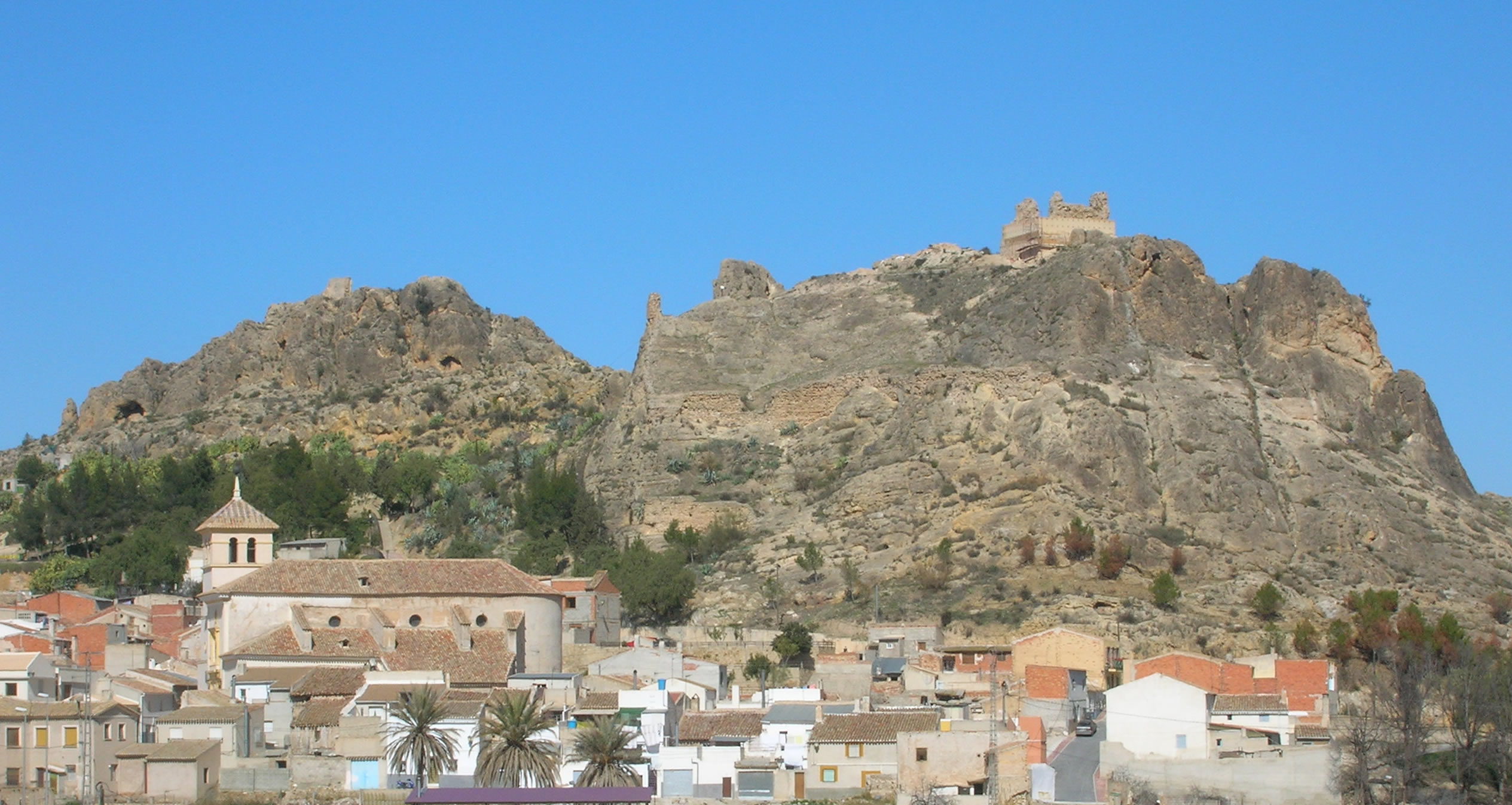
Vestigios del castillo árabe sobre Calasparra.

El castillo cayó en desuso después de la misma refundación de la Villa y la propia construcción del Palacio de la Encomienda (1412). La torre, como torre del homenaje, era lugar más propio de juramentos y ceremonias. Constaba de tres cuerpos decrecientes coronados por un tejado a dos aguas, y dada su importancia simbólica constan sucesivas reparaciones de la torre hasta 1690. A mediados del s. XIX se encontraba ya en estado de franco deterioro.
En 1990 se publicó un breve boceto de la planta del castillo, trazado por Jesús Moreno Botía. En el año 2007, siendo alcalde D. Jesús Navarro comenzaron las obras de restauración del castillo, ensanchándose la vía de acceso al mismo, a costa de la muela, y procediéndose al encofrado de las ruinas.
En 2008 José Juan Moya y Martínez publicó el primer trabajo de investigación sobre el mismo, junto con un croquis de la planta basada en los restos existentes y en seis fotografías aéreas realizadas entre 1925-1990; la nómina de alcaides y la transcripción del acta notarial del pleito homenaje del alcaide Francisco Mateos Pérez de Rendón en 1636.
- Iglesia de los Stos. Mártires Abdón y Senén (s. XVII-XX).

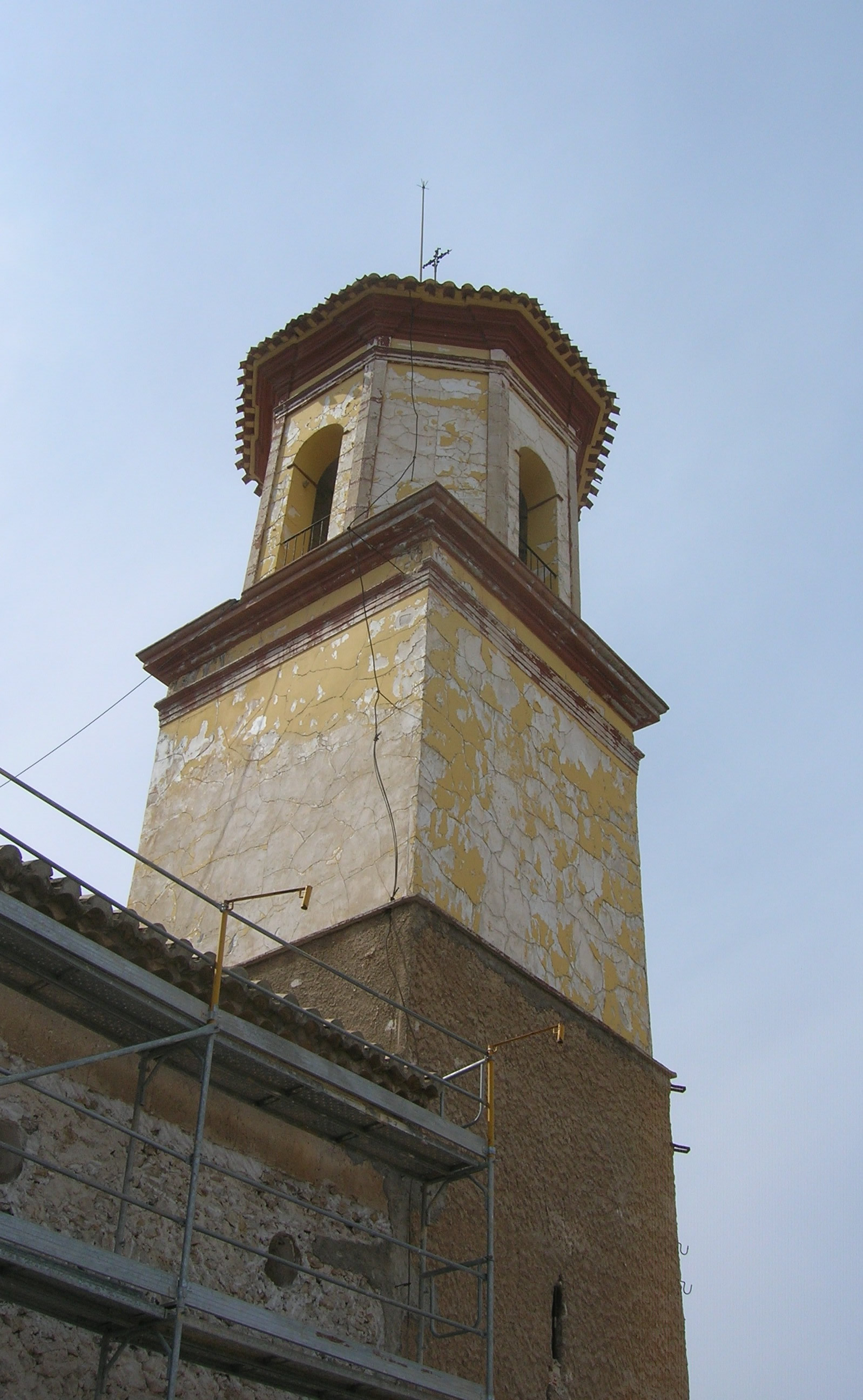
Campanario de la iglesia de los Santos Abdón y Senén (en restauración)

Construida hacia 1604 por Pedro Fernández de Orozco, fue demolida y vuelta a reconstruir entre 1735 y 1803. Se vuelve a restaurar entre 1923 y 1927. De su interior cabe mencionar el retablo principal, de estuco (siglo XVIII), en el que se albergan las imágenes de los Santos Mártires Abdón y Senén. Las tallas fueron realizadas por el escultor valenciano José Dies (1942), sustituyendo a las anteriores, quemadas tras iniciarse la Guerra Civil. Es sede de la Antigua y Venerable Cofradía de la Sangre de Cristo y la Vera Cruz, albergando la importante colección de escultura religiosa de esta asociación, realizada por los artistas José Dies, José Zamorano y Damián Guirado. Fue restaurada de nuevo en 2006.
- Iglesia de San Pedro (XV-XIX).

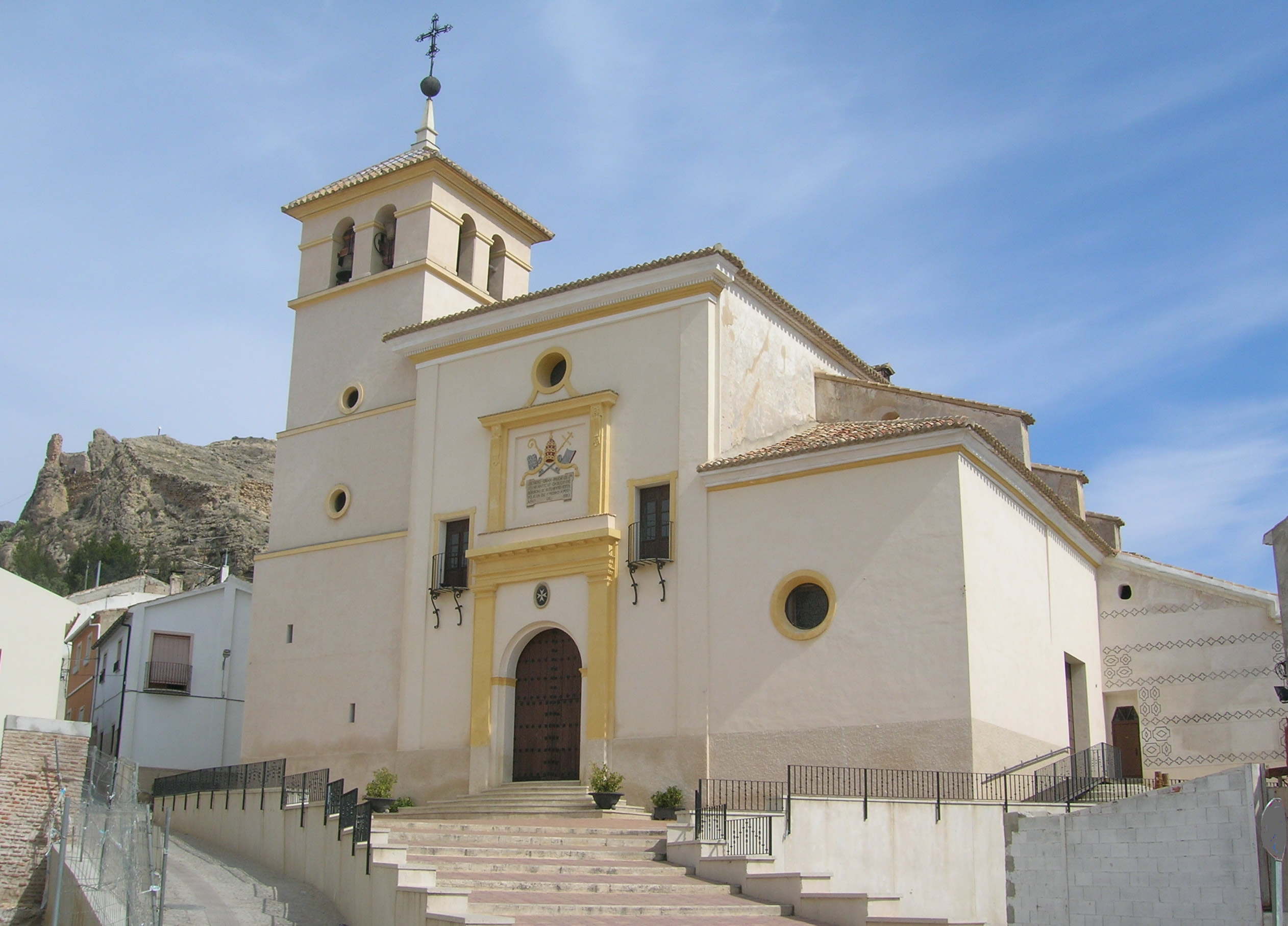
Iglesia de San Pedro Apóstol de Calasparra.

Es el templo más antiguo y mayor del municipio, por lo que su historia es buena muestra de la propia historia del pueblo. Edificada por los caballeros de la Orden de San Juan, los primeros datos documentales sobre la iglesia de San Pedro Apóstol, sede de su priorato, se remontan a 1414. En 1812 sufre el saqueo de las tropas del mariscal Soult. Reconstruida en 1820, ya sin el coro donde se cantaban las horas canónicas, en 1873 deja de pertenecer formalmente a la Orden según decreto de las Cortes. Fue incendiada el 25 de febrero de 1936 y vuelta a restaurar al concluir la contienda civil.
La fachada del templo se estructura en orden decreciente por la torre, la portada principal y el baptisterio. Sobre la puerta principal campea el escudo de la Orden de San Juan. Está flanqueada por unas pilastras adosadas de orden toscano, y sobre las que se inscribe el escudo y los símbolos papales: mitra, biblia, báculo y cruz patriarcal. Sobre el ático hay un óculo que ilumina el coro de la iglesia.
El edificio se estructura en tres naves, una central y dos laterales, todo cubierto por una bóveda de cañón con lunetos. Originalmente la bóveda estaba sustentada por gruesas columnas de piedra vista ( como en la Iglesia de la Magdalena de Cehegín) pero en el s. XVIII, siguiendo los patrones neoclásicos, fueron recubiertas dando lugar a las grandes pilastras que vemos hoy día. En las naves laterales se encuentran distintos retablos de interesante factura, todos del s. XVIII.
El retablo mayor es una reconstrucción historicista del siglo XIX. Se adapta a todo el ábside, con una gran pantalla plana realizada en madera que imita mármoles y estucos en tonos ocres y verdes. El dorado se reparte por columnas y cornisas, así como por los capiteles de orden corintio. El relieve es escaso, destacando el gran tabernáculo de filiación barroca, con símbolos eucarísticos y puerta que se desliza mediante un mecanismo oculto. La hornacina central está ocupada por un Sagrado Corazón de José Dies (1945). En este retablo podemos destacar dos imágenes de gran valor, un San Pedro sedente una pieza italianizante de finales del XVI. También destaca de la misma época aunque algo posterior, un San Sebastián.
Entre las capillas laterales cabe destacar el de San José, de estilo rococó. Hay que mencionar asimismo los retablos enfrentados de Ntro. Padre Jesús (talla del s. XVIII sin atribuir) y de La Dolorosa (1944), del escultor valenciano José Dies, procesionadas respectivamente por la Cofradía de Jesús Nazareno y por la Real Cofradía de San Juan Evangelista y La Dolorosa. Otros retablos interesantes son el del Sagrario (con estípites, un lienzo que representa una custodia y los escudos del conde del Valle de San Juan, cuya solar estaba en Calasparra).
La capilla más interesante de todas es la del bautismo, situada a la entrada misma del templo (los no bautizados no podían traspasarlo) y dedicado a la Limpia Concepción de María. Así, contiene un magnífico retablo barroco (1769), que presenta hornacina central ocupada hoy por una Inmaculada y ménsulas laterales con símbolos heráldicos de la Orden de San Juan, todo ello con una estructura y cornisa muy movida, flores, hojas, volutas y angelotes. Remata este conjunto un lienzo de San Marcos.
En esta capilla sobresale otra de las imágenes interesantes de la iglesia, San Juan Evangelista, también de José Dies (1944). Destaca especialmente la exquisita terminación de las manos y la serenidad del rostro, cuya barba incipiente está magistralmente insinuada. Sus ropas utilizan los colores tradicionales en la iconografía sanjuanista: el rojo para el manto (símbolo de su cercanía a Cristo) y el verde para la túnica, ornados ambos con oro. Sobre el fondo auriverde de la túnica encontramos toda una constelación de medallones de rocalla, tallados con cierto relieve y decorados con especial atención, dándole una gran naturalidad a este tejido brocado. Los medallones se reparten por mangas, hombros y parte frontal. Contienen en su interior un profundo azul oscuro. En el medallón que ocupa el pecho, podemos ver los símbolos más importantes del Apóstol: un libro, su evangelio, una pluma, que hace referencia a su condición de teólogo y escritor, y un águila, el animal mítico que lo identifica dentro del tetramorfos vislumbrado por Ezequiel. La imagen del Apóstol amado recibe la luz del gran óculo que observamos en la fachada, ornado por una vidriera modernista de diseño vegetal, de finales del s. XIX.
En el lateral del templo encontramos la sacristía, del s. XVIII, presentando una curiosa decoración exterior, típica muestra del esgrafiado que se hacía en esta época, usando sin embargo un original motivo a base de corazones y elementos geométricos.
- El Molinico (s. XVI).

La fachada deja ver dos torreones desiguales a cada lado, que enmarcan una fachada de sillares. La puerta está enmarcada por dos pilastras de orden toscano. Sobre dichos capitales se sitúa un arquitrabe jónico, un friso dórico, y una cornisa sobre la que se organiza el escudo de la familia Melgarejo. El carácter manierista de la fachada se completaría con cuatro ventanas no alineadas que abren los huecos de este conjunto, encerrado por otro cuerpo añadido posteriormente y sin sillares, con dos óculos. Posee tres plantas y amplias dependencias tras la restauración efectuada por el arquitecto Francisco Martínez Llorente en 1988, alberga el Archivo Histórico Municipal y la Fundación Emilio Pérez Piñero.
- Pósito de la Encomienda (s. XVIII).

Antiguo granero de la Orden de San Juan, a la que perteneció la villa, situado al principio de la calle Mayor, en la plaza de la Constitución, y muy cerca de la iglesia de San Pedro. La fachada es de gran austeridad, caracterizándose por el empleo de ladrillo y la ausencia de balcones. La primera planta presenta arcos de medio punto - también de ladrillo - y la superior una cubierta de madera. Construido entre los años 1730 y 1731 por el maestro Diego Gutiérrez sobre el antiguo mesón y parte del antiguo jardín del comendador, comunicaba en su día con el auténtico Palacio de la Encomienda, con el que suele confundirse. El conjunto de edificios que constituían este último, muy desfigurado, fue demolido en 2008.
Declarado Monumento Nacional, actualmente alberga al Museo Arqueológico Municipal (culturas argáricas, romanas y cerámicas hispano-musulmanas del yacimiento de la Villa-Vieja), inaugurado el 16 de noviembre de 2006.
- Torre del Reloj (s. XVIII-XX).

La Torre del Reloj, es de planta cuadrada, pudiéndose dividir en tres cuerpos de similar altura. El segundo cuerpo contiene el reloj, y el último posee una zona abierta con tres vanos por cara para las campanas, con tejado a cuatro aguas, coronado con una cruz con veleta.
La entrada es una pequeña puerta de madera. Como elementos de mampostería se utiliza el ladrillo, creando arcos apuntados sobre la esfera del reloj y escaques en las cornisas siguiendo cierta inspiración mudéjar.
La primera referencia a la existencia de una torre – con reloj - en la calle Mayor data de 1756. Tras sufrir numerosas reparaciones (1767, 1801) en 1902 se demolió y se levantó de nuevo terminándose en 1905, según indicaciones del arquitecto Pedro Cerdán de la Real Academia de San Fernando y siendo alcalde D. Gabino Ruiz Soler.
En la reedificación desapareció la característica forma octogonal del segundo cuerpo que aún es visible en fotografías antiguas. La campana proviene del antiguo reloj ubicado primitivamente en los edificios propios del concejo. Una inscripción (en latín) nos dice: Jesús y María Líbranos del Rayo y la Tempestad. Año del Señor de 1572.
El aspecto actual proviene de la restauración de 1996.
- Fuente de la Corredera (s. XVIII)

Pese a su sencillez es el monumento civil más importante de Calasparra. La fuente, situada en la plaza de la Corredera fue construida bajo el reinado de Carlos III en 1775. Un basamento de granito sostiene una taza de mármol rosa, que acoge un cilindro de granito con cuatro cabezas de león en bronce por sonde salía el agua, y una piedra cuadrangular con inscripciones en tres de sus caras y el escudo de la villa en la principal. Esta es la representación heráldica más completa y antigua que ha sobrevivido. 
El conjunto está coronado por un niño con un pez muy posterior.
La fuente ha sufrido con las diversas restauraciones de las que ha sido objeto, así como de las diversas transformaciones de la plaza que la acoge.
- Santuario de la Virgen de la Esperanza (s. XVII-XX).

El Santuario se encuentra en un paraje a 6 km por carretera de la villa. La ermita acoge a dos imágenes de la Virgen de la Esperanza, Patrona de Calasparra, a la que se les rinde culto juntas. La ermita primitiva (s. XVII) estaba en una de las cuevas sobre el río Segura, abrigo natural de pastores, a la que se le han ido agregando nuevas salas y edificios con la expansión del culto. A la creación de terrazas hasta el río, ha sucedido modernamente la creación de zonas de servicios: aparcamientos, restaurante, hotel, etc. A pesar de las sucesivas ampliaciones sigue siendo un bello lugar de esparcimiento y oración, declarado Lugar de interés geológico.

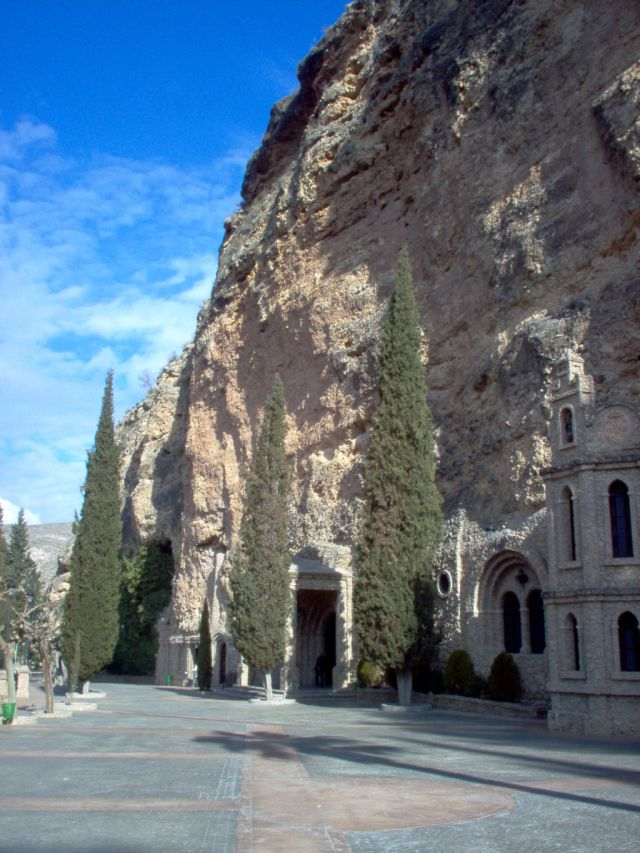
Santuario de la Virgen de la Esperanza, excavado en la roca.

La arquitectura actual tiene su origen en las remodelaciones del templo acometidas desde 1948 a 1968. La denominada Comisión de Obras decidió usar como mampostería la piedra del lugar, para que el templo siguiese siendo parte de la propia montaña. Este recurso constructivo, respetado hasta la actualidad, ha dibujado un conjunto ecléctico donde se aún se adivina el primitivo impulso neogótico. Dentro del templo un bello retablo (1892) que sintetiza las letanías lauretanas, rodea el altar-camarín donde se sitúan la pareja de imágenes: La Pequeñica o La Aparecida, de estilo renacentista (s. XVI), manifiestamente preñada, a los pies de la Mayor, de estilo plenamente barroco (s. XVII), una doncella que sigue los esquemas postridentinos.
El nombre actual de la virgen, Ntra. Sra de la Esperanza, es una simplificación de la advocación de la Buena Esperanza o Expectación según la documentación histórica local, título que definía mejor su función tradicional como Deipara o Sancta Dei Genitrix y ahora subsumido en el más abstracto de María, Esperanza de los Cristianos tal y como ha venido desarrollándose en la liturgia romana desde el Concilio de Trento hasta el Concilio Vaticano II. La devoción a sus dos imágenes conjugaría sabiamente ambos aspectos. Cerca del camarín se colocan exvotos de cera, réplicas de las partes del cuerpo sanados por su intercesión (manos, corazón, hígados, etc), y especialmente ajuares nupciales (ramos, vestidos), entre otras ofrendas. Entre el 7 y el 8 de septiembre se celebra la romería – nocturna- al Santuario de la Esperanza, con la que concluye la semana de fiestas en honor a la misma.
Una Coronación canónica de las imágenes tuvo lugar en el año 1996. Así mismo, un Año Jubilar, que concluye el 21 de diciembre del 2008 fue decretado por el papa Benedicto XVI. En dicho año el Santuario se cuenta entre los cinco primeros de España, con cerca de un millón de visitantes al año según fuentes de la Mayordomía.

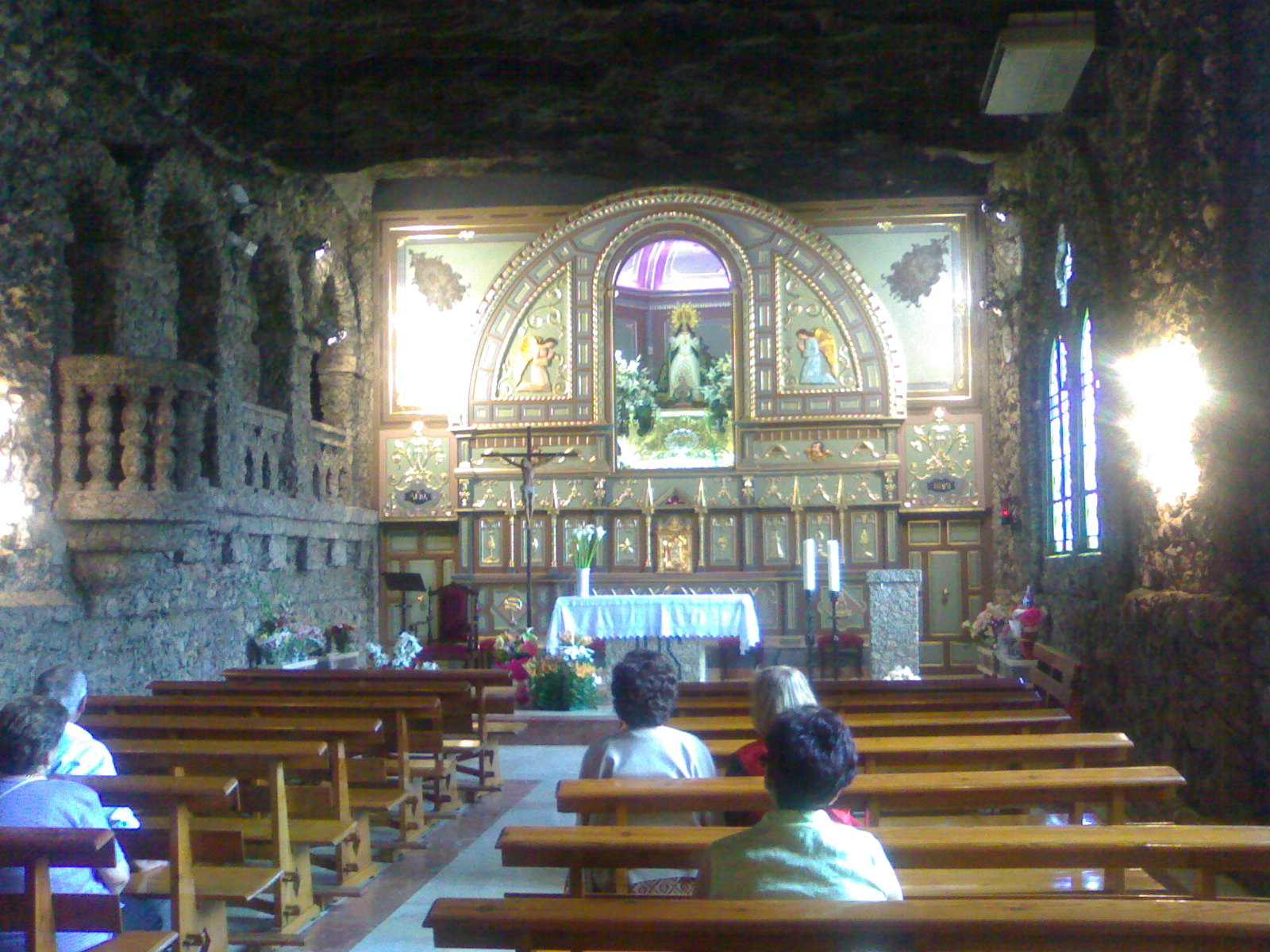
Santuario de la Virgen de la Esperanza. Capilla
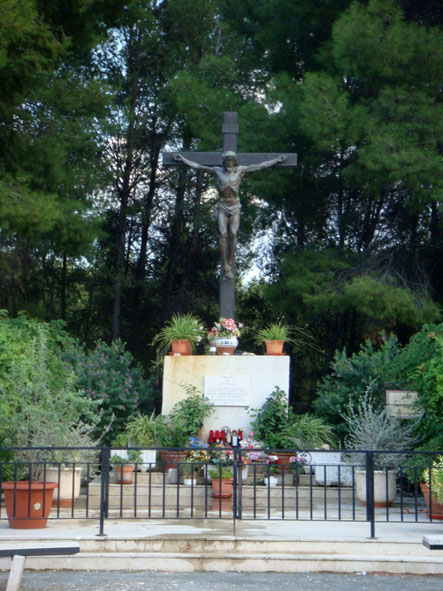
Santuario al Cristo de la Vega
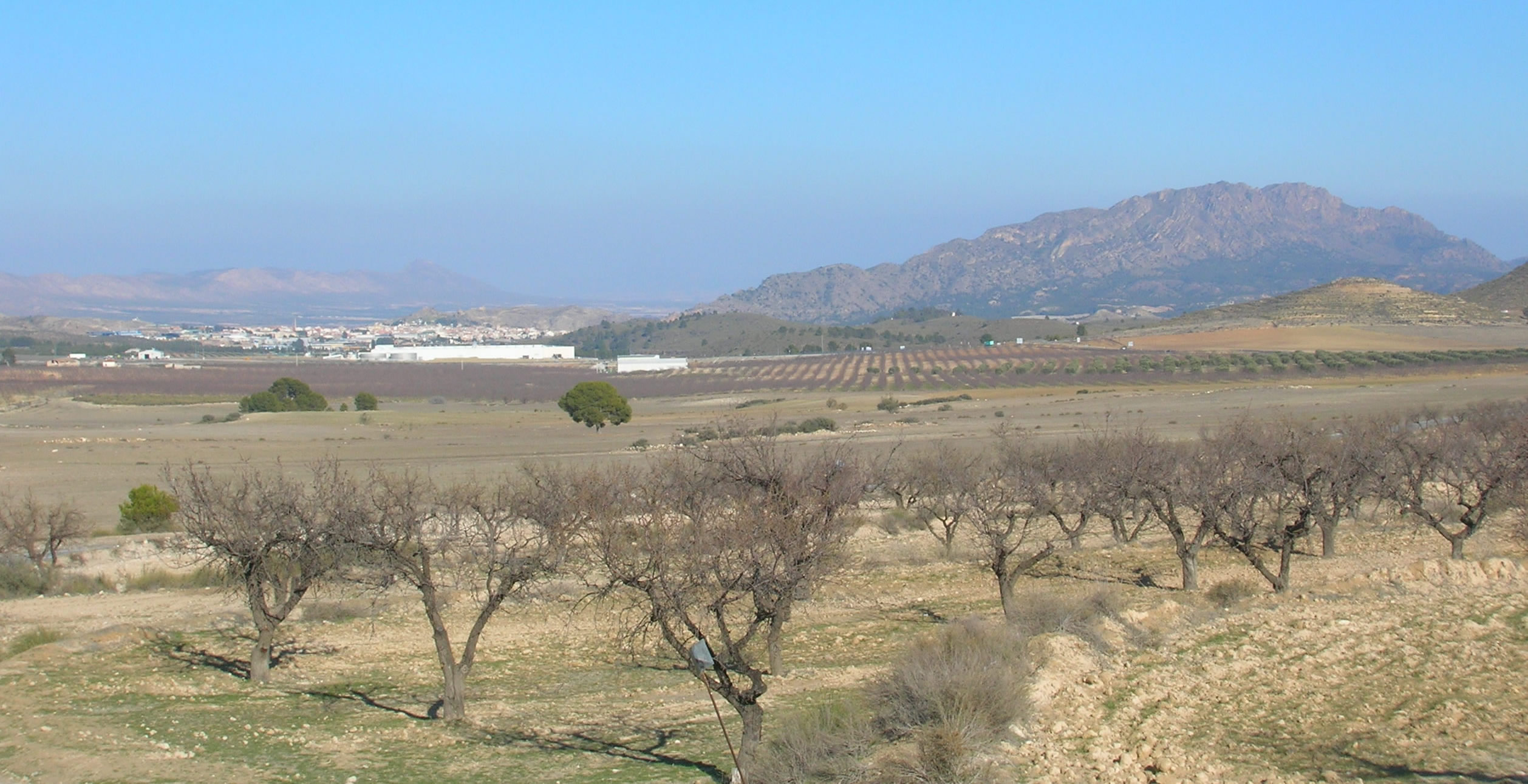
Vista de Calasparra al fondo con la Sierra del Molino a su derecha
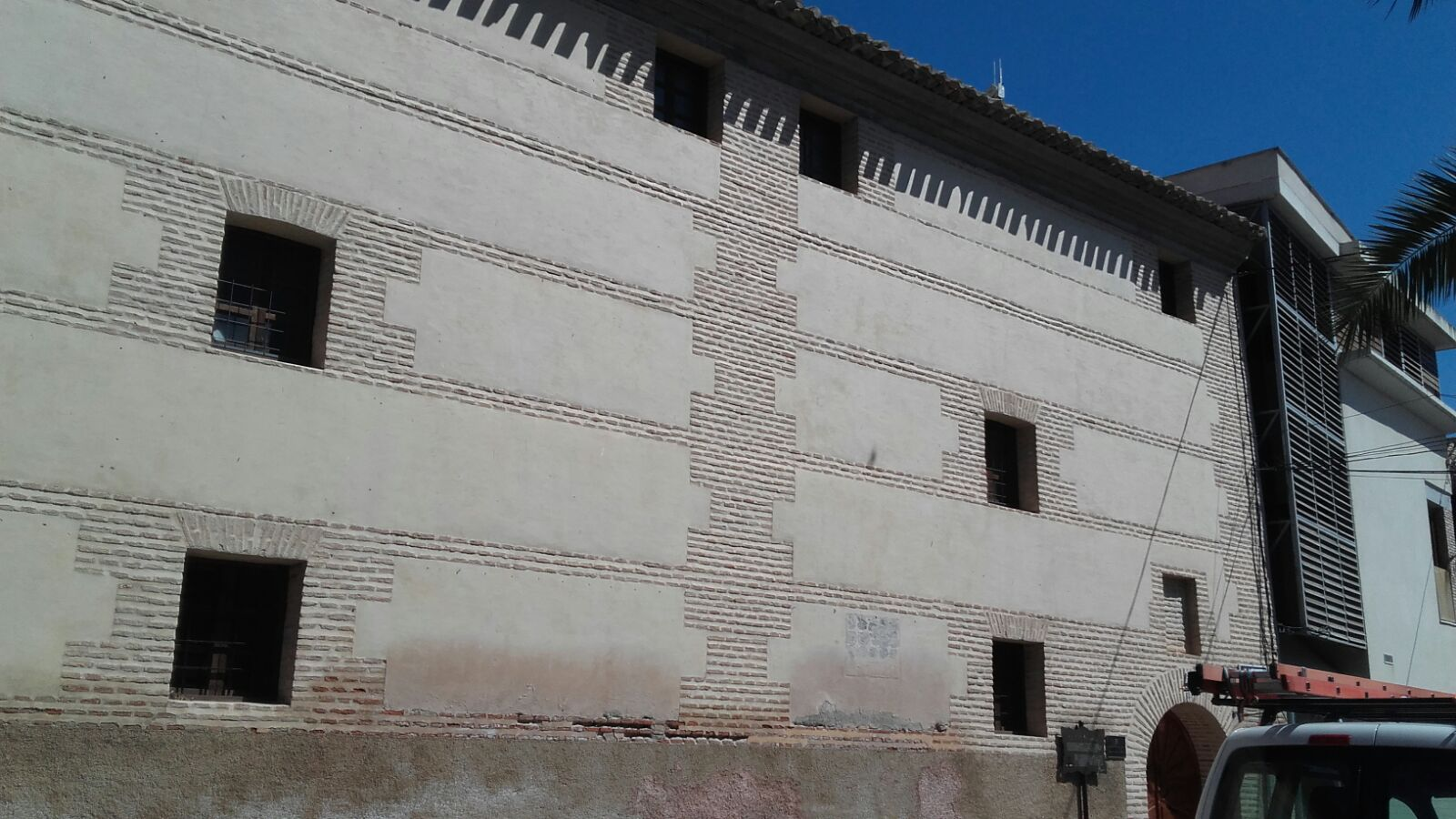
Casa de la Encomienda, actual Museo Arqueológico
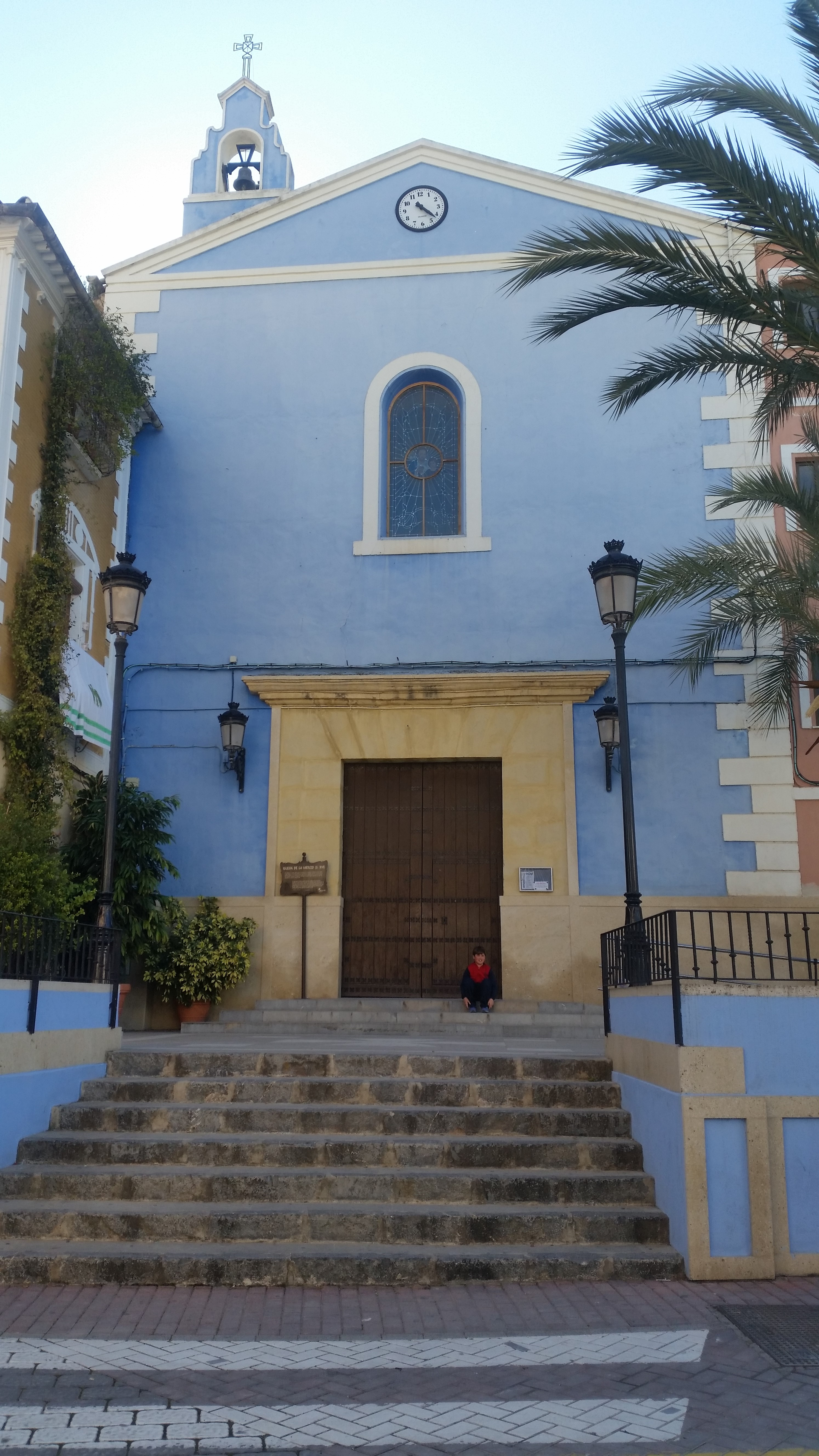
Iglesia de la Merced

## Heráldica
- Escudo.

El escudo de Calasparra tiene su origen en el motivo representado en la Fuente de la Corredera que data del año (1775), así como en otros motivos coetáneos, como los labrados en los bancos para las autoridades del concejo antiguamente situados en la iglesia parroquial de San Pedro. Motivos semejantes, aunque más tardíos se encuentran también en dicha iglesia, así como en la fachada de la ermita de los Stos. Mártires Abdón y Senén.
Aparentemente el emblema municipal sólo empezó a usarse en publicaciones institucionales con la corporación de D. Federico Jaén Pérez-Muelas (1961-1968). Así, el escudo oficial, aprobado por el Ministerio de Gobernación en 1962, y con el preceptivo dictamen de la Real Academia de Historia, queda blasonado como sigue:
De plata, torre de gules, donjonada, aclarada y mazonada de sable, en cuyo homenaje hay un estandarte de sable; y siniestrada de parra de sinople, frutada de púrpura. Al timbre, corona real.
La significación del escudo es compleja y puede fundamentarse en tres niveles diferentes.
1.	Histórico. Existencia real de una torre del homenaje en el castillo fortaleza, residencia simbólica del Comendador de la Orden de San Juan. Existencia más problemática de un bosque de olmos, emparrados, en sus aledaños (José Villava y Córcoles 1730).
2.	Heráldico. Es un arma parlante. Se trata de un jeroglífico que dice Castillo de la Parra, y este sería el significado auténtico del nombre de la villa (José Villava y Córcoles 1730) o uno de los significados posibles (Juan Lozano 1794). Dicha etimología hoy día considerada incorrecta es contemporánea de la Fuente de la Corredera.
3.	Iconográfico. La fortaleza como la viña son símbolos marianos, mientras que la corneta negra y el fruto de la vid, indican respectivamente a S. Juan Bautista y a Jesús el Cristo. La torre es la torre de David según un emblema semejante (Nicolás de la Iglesia 1659) y la refundación del pueblo – un lugar inhóspito- sólo fue posible bajo la protección de María (José Villava y Córcoles 1730).
Merced al olvido de la documentación inicial de 1962, la representación cromática del escudo ha sido todo lo variada que podía esperar. Para solucionar el problema se han llevado a cabo distintos blasonamientos entre los que destacan los de Serafín Alonso, Luis Lisón y Eduardo Panizo. Estudios más completos de blasonamiento han sido llevados a cabo con motivo de la reconstrucción de la bandera de Calasparra en 2008, sobre la base de la investigación histórica realizada por José Juan Moya y Martínez, y la investigación simbólica por Luis Armand Buendía (UPV).
El escudo actual de Calasparra se aprobó oficialmente mediante decreto de la comunidad autónoma de la Región de Murcia en 2010 y se describe de la siguiente manera:  “Escudo español. De plata. Torre de gules, donjonada, aclarada y mazonada de sable sobre rocas, en cuyo homenaje hay una corneta de sable abatida hacia el lado siniestro. Siniestrada de parra de sinople, frutada de púrpura. Al timbre, Corona real cerrada".
- Bandera.

Referencias al estandarte de la compañía de la villa de Calasparra han sido halladas por el investigador José Juan Moya y Martínez tanto en los Libros capitulares como en los Libros protocolos notariales del s. XVII existentes en el Archivo Municipal de Calasparra. La bandera es descrita de manera sucinta como formada de cuatro telas de tafetán azul verde leonada y dorada con dos cruces grandes del hábito de San Juan estampadas en ella a dos faces de lienzo. 
Según los autores de la reconstrucción José Juan Moya y Luis Armand Buendía, de la Universidad Politécnica de Valencia (UPV), de acuerdo a esta descripción el estandarte estaría constituido por cuatro piezas grandes de seda, cada uno de un color, con una gran cruz de malta en su anverso y reverso, distribuidas de la manera más sencilla y común en la época estudiada: Una composición en aspa.
La reconstrucción que sigue la paleta cromática definida por la Flags of the World (FOTW), fue presentada en la revista VIA CRUCIS n.º 2 y en la Sociedad Española de Vexilología (SEV) en su XXIII Congreso Nacional (Basauri 2008).

## Fiestas
- Patronales:

Celebraciones de los Stos. Mártires Abdón y Senén tienen lugar hoy día alrededor de su martirio el 30 de julio, y también históricamente alrededor del 30 de agosto para enlazar con la epifanía mariana. Desde el s. XVII hasta el s. XIX las fiestas se articulaban alrededor de la compra y conducción de ganado vacuno desde las dehesas cercanas, toros de cuerda en la calle principal, y diversas suertes en la plaza de la Corredera (L. Armand Ruiz 1977), que concluían con una comida de caridad y el reparto de pan -también conocido como reparto de bonos-: la Caldera (Antonio José Egea 2008). La tradición de los encierros, extinguida en 1896, ha sido recuperada en el conjunto de las fiestas patronales (Marcial García 2001).
Celebraciones de la Virgen de la Esperanza tienen lugar en la primera semana de septiembre. Destacan una vez más las fiestas taurinas: Feria Taurina del Arroz de Calasparra, diseñada en 1999 según el modelo de los Sanfermines. Los encierros, tienen lugar desde la plaza de la Constitución a través de un recorrido de unos 900 metros hasta el coso de La Caverina, donde finalmente tiene lugar la lidia. El festival concluye con la entrega de la Espiga de Oro, galardón de creciente prestigio patrocinado por el Ayuntamiento.
Los encierros de Calasparra son muy populares y están declarados de Interés Turístico Regional.

## Platos típicos
- Arroces: arroz y conejo, (con guíscanos o con caracoles serranos); arroz y alubiones; arroz y pollo; arroz con magro y habas; arroz y jardín; arroz con buche de pava (se ha de ser experto o sale grasiento); arroz viudo (con pocos ingredientes y buen sofrito);arroz con mondongo (estómago y patas de cabrito); arroz con ajos tiernos, sepia y almejas; arroz con ajos tiernos, bacalao y almejas.
- Asados y carnes: Cabeza o codillos de cordero, Conejico espatarrao, piernecica de cabrito (al horno en llanda). Costillicas de cabrito fritas con ajos tiernos, de cordero al ajo cabañil. Pechuguica de pava a la brasa (por navidades). Magro frito con tomate y guízcanos.
- Guisos, estofados, potajes. Caldera (toro guisado con garbanzos y verduras). Andrajos. Aletría. Michirones. Potajes de tocino (con espinazo de cerdo); de hinojos; de tabillas (habas tiernas con su vaina).
- Ensaladas: Moje. Ensalada de alubiones. Ensalada de patatas asadas y olivicas verdes.
- Verduras: Zarangollo. Caldico de espárragos. Guíscanos (níscalos) fritos.
- Migas: De pan o de harina; de pan con chocolate (para desayunar); de matanza del cerdo, con el hígado y la saura (asadura).

## Medios de comunicación
En Calasparra existe variedad de medios comunicación a nivel nacional, regional y municipal:
- Televisión:

-Nacional: como en el resto del país, en Calasparra se visualizan todos los canales de televisión nacionales (generalistas, noticias, temáticos...) Como por ejemplo: La 1, Antena 3 o Telecinco; entre otros.
-Regional: en el apartado de televisión regional encontramos La 7 Televisión Región de Murcia, la televisión pública de la Región de Murcia.
-Municipal: los canales de carácter municipal en Calasparra son de pago; por lo tanto, no se pueden visualizar en abierto.
Son canales que ofrecen información municipal y suelen retransmitir en directo y en diferido algunos eventos municipales de interés. Canales: Telecalasparra y TV Digital Calasparra.
- Radio:

-Nacional: en Calasparra, las emisoras nacionales tienen muy mala calidad de recepción, debido a la distancia del municipio con respecto a los centro de emisión, ya que la mayoría se encuentran en Murcia. Pese a esto en algunas zonas es posible sintonizar algunas emisoras como: LOS40, Europa FM, Cadena 100, Onda Cero o Cadena SER (estas dos últimas tienen buena calidad de recepción, ya que disponen de un cetro de emisión en el cercano municipio de Caravaca de la Cruz).
-Regional: las pocas emisoras regionales que existen se reciben bastante bien, algunas de ellas son: Onda Regional de Murcia, OR Música y Cadena Energía.
-Municipal: en Calasparra, sólo existe una emisora municipal; Radio Calasparra, de carácter público; que cuenta con una única frecuencia y tiene una excelente cobertura en todo el término municipal, incluidas las pedanías.

## Rutas
Calasparra está situada en la ruta más corta entre los lugares santos de Caravaca de la Cruz y Santo Toribio de Liébana.